# Miami Golem
Miami Golem è un film del 1985, diretto da Alberto De Martino, accreditato con lo pseudonimo di Martin Herbert, in una co-produzione italiana e statunitense. È una storia di ambientazione fantascientifica.
È anche noto col titolo Alien Killer.

## Trama
Un meteorite precipitato sulla terra porta al suo interno un embrione alieno che viene clonato, e mentre viene rubato il frutto dell'esperimento che porta a conseguenze nefaste il giornalista televisivo Craig Milford indaga su quello che prima era un suo servizio. Gli farà compagnia Joanna.